# Asian Pacific Journal of Allergy and Immunology
Das Asian Pacific Journal of Allergy and Immunology, abgekürzt Asian Pac. J. Allergy Immunol., ist eine wissenschaftliche Fachzeitschrift, die von der thailändischen Gesellschaft für Allergie, Asthma und Immunologie veröffentlicht wird. Die Zeitschrift erscheint mit vier Ausgaben im Jahr. Es werden Arbeiten veröffentlicht, die sich mit Fragestellung aus der Allergologie und Immunologie beschäftigen.
Der Impact Factor lag im Jahr 2014 bei 0,971. Nach der Statistik des ISI Web of Knowledge wird das Journal mit diesem Impact Factor in der Kategorie Allergologie an 20. Stelle von 24 Zeitschriften und in der Kategorie Immunologie an 138. Stelle von 148 Zeitschriften geführt.